# دولووو (توتین)
دولووو (به صربی: Dolovo) یک منطقهٔ مسکونی در صربستان است که در توتین، صربستان واقع شده‌است. دولووو ۴۶۵ نفر جمعیت دارد.